# Splot (kolejnictwo)
Splot – specyficzne miejsce częściowego połączenia lub zbliżenia dwóch lub więcej torów, w którym możliwe jest jednoczesne poruszanie pojazdu szynowego tylko po jednym z nich. Splot dwóch torów może występować w miejscu o ograniczonej szerokości (np. most, tunel), w którym nieracjonalne byłoby przechodzenie na odcinek jednotorowy. Z reguły w splocie szyna jednego toru biegnie między tokami szyn drugiego (i na odwrót).
Splotem torów nazywa się też tor, po którym mogą się poruszać pojazdy przystosowane do różnej szerokości toru, mający jedną szynę wspólną dla obu systemów (lub nie – np. w przypadku, gdy różnica szerokości jest zbyt mała na ułożenie trzeciej szyny wewnątrz toru o większej szerokości – stosowany jest tor czteroszynowy).
W niektórych miastach (Kraków, Łódź, Katowice, Wrocław, Amsterdam, Warszawa, Gdańsk, Grudziądz) sploty toru wykonywane są dla usprawnienia ruchu tramwajowego – wyeliminowanie dodatkowego zatrzymania dla przełożenia zwrotnicy tuż przed skrzyżowaniem lub przed zwężonym odcinkiem ulicy o ruchu wahadłowym.

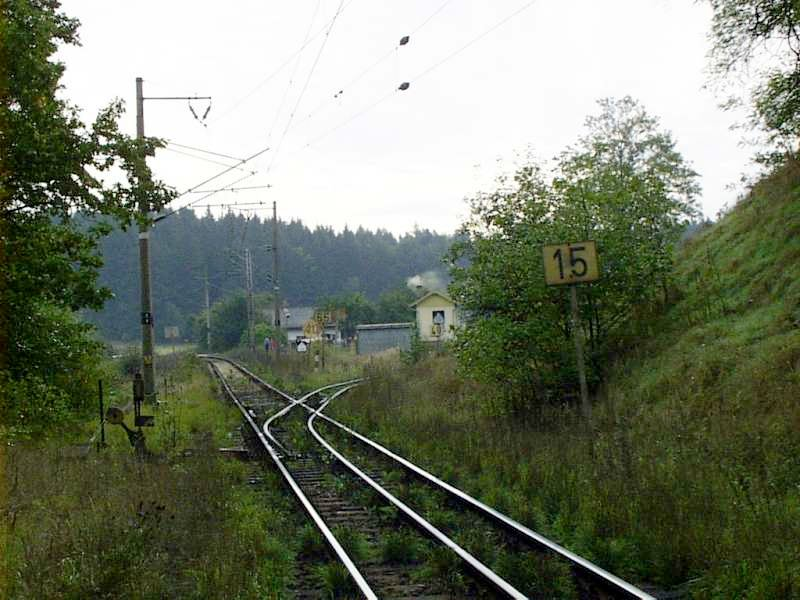
Splot torów różnej szerokości
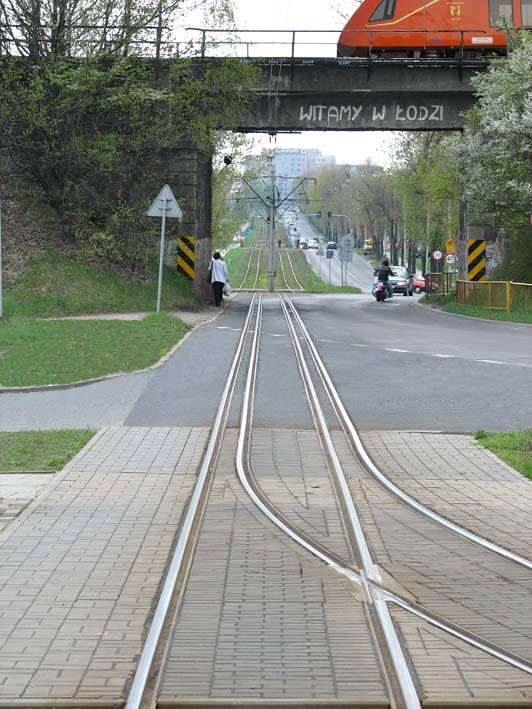
Splot torów tramwajowych 1000 mm w Łodzi (wiadukt nad ul. Warszawską)
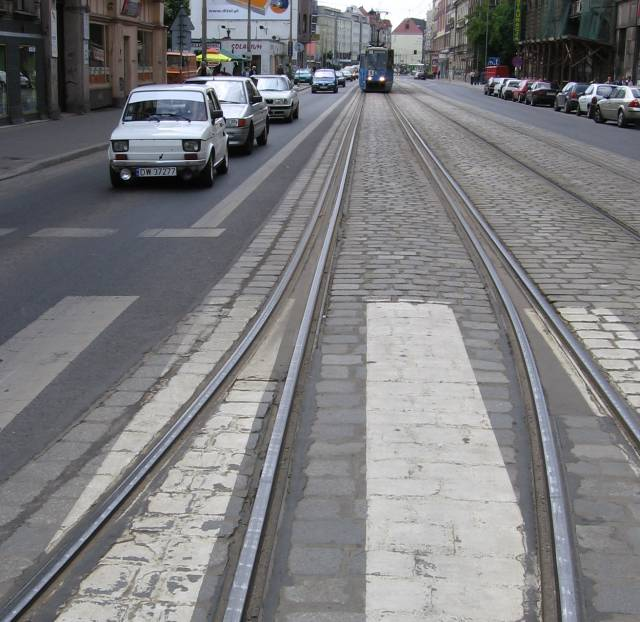
Splot torów tramwajowych we Wrocławiu
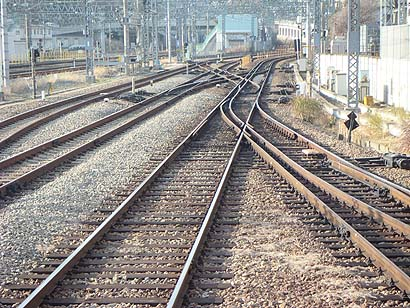
Odawara, Kanagawa, Japonia
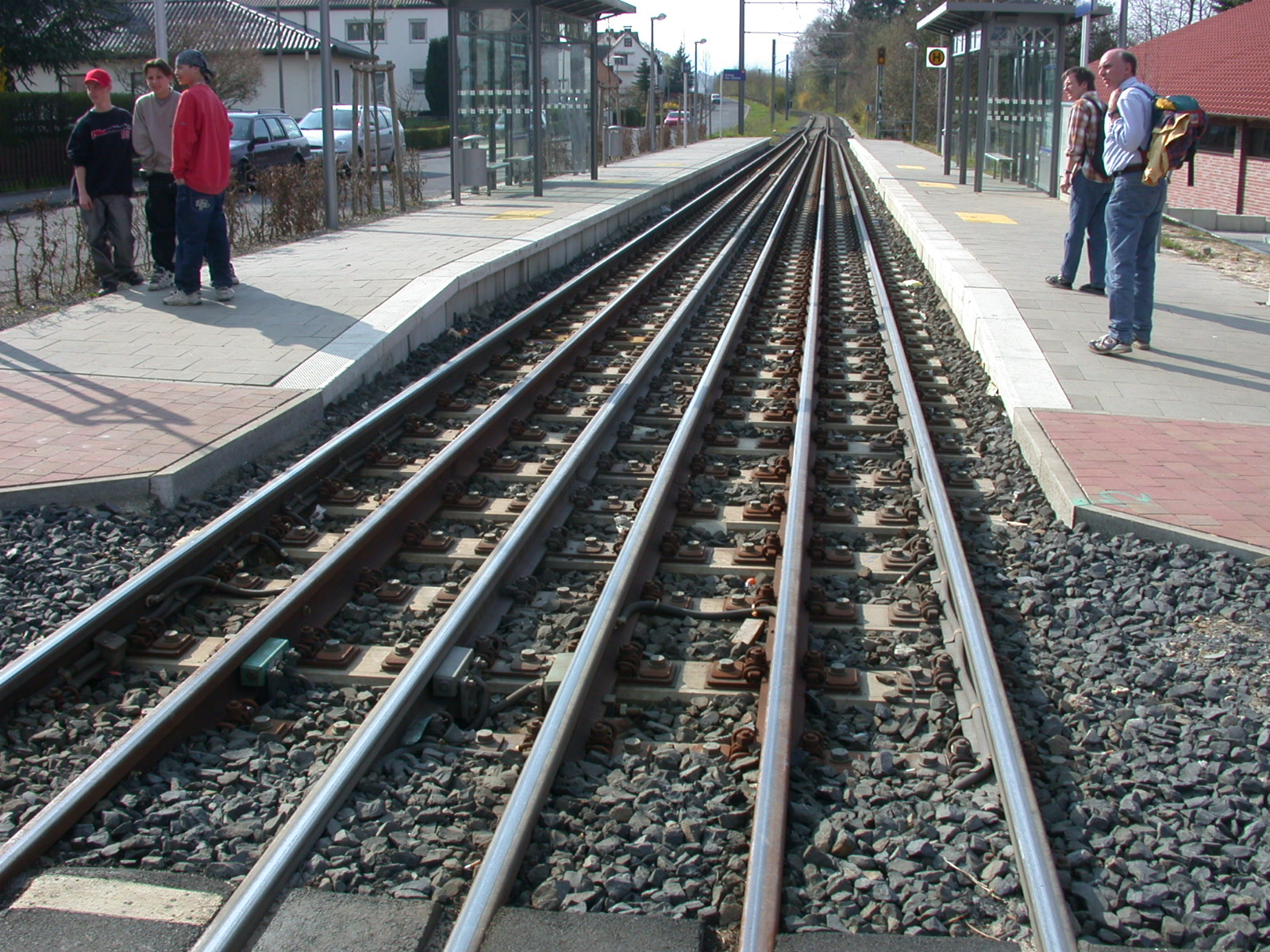
Kaufungen, Niemcy, splot ten umożliwia dogodne ustawienie względem peronu taboru o różnej skrajni
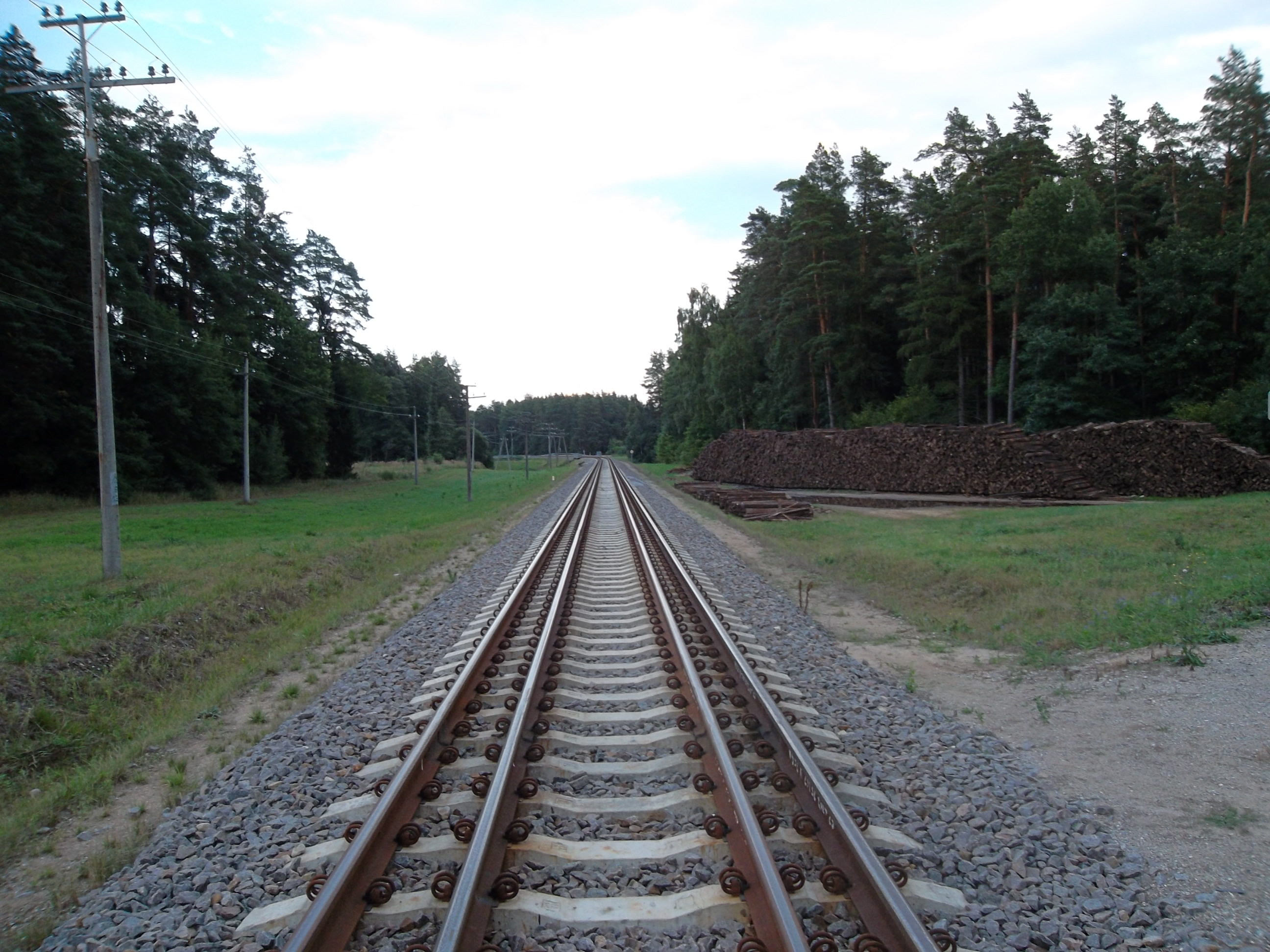
splot torów 1520 i 1435 mm na odcinku Rail Baltica Mockava-Szostaków na Litwie